# Epione alba
Epione alba är en fjärilsart som beskrevs av Edward Alfred Cockayne 1942. Epione alba ingår i släktet Epione och familjen mätare. Inga underarter finns listade i Catalogue of Life.